# Twierdzenie Hahna-Kołmogorowa
Twierdzenie Hahna-Kołmogorowa – twierdzenie teorii miary umożliwiające skonstruowanie miary przez uprzednie zdefiniowanie przeliczalnie addytywnej funkcji zbiorów (o nieujemnych wartościach rzeczywistych znikającej na zbiorze pustym) na względnie małej algebrze zbiorów, gdzie stosunkowo łatwo jest zapewnić σ-addytywność, a następnie rozszerzenie jej za pomocą tego twierdzenia na potencjalnie dużo większą σ-algebrę; jeżeli funkcja przeliczalnie addytywna jest σ-skończona, to istnieje dokładnie jedno takie rozszerzenie.
Twierdzenia tego jako pierwszy dowiódł Maurice Fréchet, jednak nie korzystał on z twierdzenia Carathéodory’ego. Współczesny dowód przedstawili równocześnie Hans Hahn i Andriej Kołmogorow. Z tego powodu w literaturze twierdzenie to opatrywane bywa nazwiskiem Hahna (nie mylić z twierdzeniem Hahna o rozkładzie) lub Hahna-Kołmogorowa. Często nie przypisuje mu się jednak nazwiska i nazywa po prostu twierdzeniem o rozszerzeniu; w związku z tym zdarza się, że bywa ono łączone z twierdzeniem Carathéodory’ego.

## Twierdzenie
Niech {\displaystyle {\mathcal {F}}} będzie algebrą podzbiorów zbioru {\displaystyle X} oraz niech {\displaystyle \mu _{0}\colon {\mathcal {F}}\to [0,\infty ]} będzie σ-addytywną funkcją zbiorów spełniającą warunek {\displaystyle \mu _{0}(\varnothing )=0.}
Jeżeli {\displaystyle \sigma ({\mathcal {F}})} oznacza najmniejszą σ-algebrę podzbiorów zbioru {\displaystyle X,} która zawiera {\displaystyle {\mathcal {F}},} to istnieje miara {\displaystyle \mu } określona na {\displaystyle \sigma ({\mathcal {F}})} o tej własności, że
{\displaystyle \mu (A)=\mu _{0}(A)} dla każdego {\displaystyle A\in {\mathcal {F}}.}
Jeżeli istnieje taka rodzina przeliczalna {\displaystyle {\mathcal {R}}\subseteq {\mathcal {F}},} że
{\displaystyle \bigcup {\mathcal {R}}=X}
oraz
{\displaystyle \mu _{0}(A)<\infty } dla każdego {\displaystyle A\in {\mathcal {R}},}
to rozszerzenie {\displaystyle \mu } funkcji {\displaystyle \mu _{0}} do miary jest wyznaczone jednoznacznie.

## Dowód
Dowód podzielony jest na dwie części. W pierwszej wykazuje się istnienie miary zewnętrznej skonstruowanej z przeliczalnie addytywnej funkcji zbiorów, co umożliwia skorzystanie z twierdzenia Carathéodory’ego, a następnie sprawdzenie, iż miara zewnętrzna zawężona do {\displaystyle {\mathfrak {A}}} jest równa {\displaystyle \mu _{0}} oraz, iż elementy {\displaystyle {\mathfrak {A}}} są mierzalne. Druga część ustanawia jedyność rozszerzenia w przypadku, gdy {\displaystyle \mu _{0}} jest σ-skończona.

### Istnienie
Miara zewnętrzna i twierdzenie Carathéodory’ego
Funkcja {\displaystyle \mu ^{*}\colon {\mathcal {P}}(X)\to [0,\infty ],} gdzie {\displaystyle {\mathcal {P}}(X)} oznacza zbiór potęgowy zbioru {\displaystyle X,} skonstruowana z {\displaystyle \mu _{0}} jest postaci
{\displaystyle \mu ^{*}(E):=\inf \left\{\sum _{i=1}^{\infty }\mu _{0}(A_{i})\colon \{A_{i}\}_{i=1}^{\infty }\subseteq {\mathfrak {A}},\;E\subseteq \bigcup _{i=1}^{\infty }A_{i}\right\}}
i ma wszystkie własności miary zewnętrznej (monotoniczność, przeliczalną podaddytywność i znikanie na zbiorze pustym). Z twierdzenia Carathéodory’ego istnieje przestrzeń mierzalna zupełna {\displaystyle (X,{\mathfrak {M}},\mu ),} gdzie
{\displaystyle {\mathfrak {M}}:={\big \{}B\subseteq X\colon \mu ^{*}(E)=\mu ^{*}(E\cap B)+\mu ^{*}(E\cap B^{\operatorname {c} })\quad \forall _{E\subseteq X}{\big \}}}
jest σ-algebrą zbiorów mierzalnych w sensie Carathéodory’ego (spełniających warunek Carathéodory’ego), a {\displaystyle \mu } zawężeniem {\displaystyle \mu ^{*}} do {\displaystyle {\mathfrak {M}}.}
Poprawność rozszerzenia
Niżej zostanie wykazane, że dla dowolnego {\displaystyle A} należącego do {\displaystyle {\mathfrak {A}}} jest
{\displaystyle \mu _{0}(A)=\mu ^{*}(A):=\inf {\Bigg \{}\sum _{i=1}^{\infty }\mu _{0}(A_{i})\colon \{A_{i}\}_{i\in \mathbb {N} }\subseteq {\mathfrak {A}}} jest przeliczalnym pokryciem zbioru {\displaystyle A{\Bigg \}}.}
W szczególności dla rodziny {\displaystyle \{A,\varnothing ,\varnothing ,\dots \}} zachodzi
{\displaystyle \mu ^{*}(A)\leqslant \mu _{0}(A).}
Niech rodzina {\displaystyle \{A_{i}\}} podzbiorów {\displaystyle {\mathfrak {A}}} pokrywa zbiór {\displaystyle A.} Nierówność w drugą stronę uzyskuje się rozbijając {\displaystyle \mu _{0}(A)} w szereg za pomocą rodziny zbiorów rozłącznych związanych z {\displaystyle \{A_{i}\}} korzystając z σ-addytywności {\displaystyle \mu _{0},} skąd łatwo wyprowadzić żądaną tezę. Z każdą rodziną {\displaystyle \{A_{i}\}} można związać rodzinę {\displaystyle \{B_{i}\}} parami rozłącznych zbiorów taką, że dla dowolnej liczby naturalnej {\displaystyle n} suma pierwszych {\displaystyle n} zbiorów {\displaystyle A_{i}} jest równa sumie pierwszych {\displaystyle n} zbiorów {\displaystyle B_{i}.} Wspomnianą rodzinę otrzymuje się oznaczając {\displaystyle B_{i}:=A_{i}\setminus (A_{i-1}\cup \dots \cup A_{1}).} Jak już wspomniano, suma wszystkich {\displaystyle B_{i}} zawiera {\displaystyle A,} dlatego
{\displaystyle \mu _{0}(A)=\mu _{0}\left(\bigcup _{i=1}^{\infty }(A\cap B_{i})\right)=\sum _{i=1}^{\infty }\mu _{0}(A\cap B_{i})\leqslant \sum _{i=1}^{\infty }\mu _{0}(B_{i})\leqslant \sum _{i=1}^{\infty }\mu _{0}(A_{i}),}
gdzie nierówności wynikają z monotoniczności {\displaystyle \mu _{0}.} Ponieważ dotyczy to także {\displaystyle \{A_{i}\}\subseteq {\mathfrak {A}}} pokrywającej {\displaystyle A,} to
{\displaystyle \mu _{0}(A)\leqslant \mu ^{*}(A).}
Zawieranie
Dowiedzenie, iż {\displaystyle A\in {\mathfrak {A}}} należy do {\displaystyle {\mathfrak {M}}} oznacza wykazanie, iż
{\displaystyle \mu ^{*}(E)=\mu ^{*}(E\cap A)+\mu ^{*}(E\cap A^{\operatorname {c} })}
dla dowolnego zbioru {\displaystyle E\subseteq X.} W związku z tym należy przybliżyć {\displaystyle \mu ^{*}(E)} za pomocą rodziny {\displaystyle \{A_{i}\}\subseteq {\mathfrak {A}}} pokrywającej {\displaystyle E,} którą to właśnie, zamiast {\displaystyle E,} należy rozbić korzystając z addytywności {\displaystyle \mu _{0}.} Dokładniej, dla każdego {\displaystyle \varepsilon >0} istnieje pokrycie {\displaystyle \{A_{i}\}} zbioru {\displaystyle E} takie, że
{\displaystyle \mu ^{*}(E)+\varepsilon \geqslant \sum _{i=1}^{\infty }\mu _{0}(A_{i})=\sum _{i=1}^{\infty }\mu _{0}(A_{i}\cap A)+\sum _{i=1}^{\infty }\mu _{0}(A_{i}\cap A^{\operatorname {c} })\geqslant \mu ^{*}(E\cap A)+\mu ^{*}(E\cap A^{\operatorname {c} }),}
gdzie równość wynika z zapisania {\displaystyle A_{i}} jako {\displaystyle (A_{i}\cap A)\cup (A_{i}\cap A^{\operatorname {c} })} i skorzystania z addytywności {\displaystyle \mu _{0},} podczas gdy drugą nierówność uzyskuje się zauważając, że {\displaystyle E\cap A} stanowi pokrycie {\displaystyle \{A_{i}\cap A\};} podobnie ma się rzecz dla {\displaystyle E\cap A^{\operatorname {c} }.} Z dowolności {\displaystyle \varepsilon } wynika, iż
{\displaystyle \mu ^{*}(E)\geqslant \mu ^{*}(E\cap A)+\mu ^{*}(E\cap A^{\operatorname {c} }).}
Nierówność w drugą stronę wynika z podaddytywności {\displaystyle \mu ^{*}{:}}
{\displaystyle \mu ^{*}(E)=\mu ^{*}{\big (}(E\cap A)\cup (E\cap A^{\operatorname {c} }){\big )}\leqslant \mu ^{*}(E\cap A)+\mu ^{*}(E\cap A^{\operatorname {c} }).}
Podsumowanie
Wychodząc od {\displaystyle \mu _{0}} skonstruowano miarę zewnętrzną {\displaystyle \mu ^{*},} która zawężona σ-algebry {\displaystyle {\mathfrak {M}}} staje się miarą {\displaystyle \mu .} Wykazano, że algebra {\displaystyle {\mathfrak {A}}} zawiera się w {\displaystyle {\mathfrak {M}},} a miara {\displaystyle \mu } dla wszystkich elementów {\displaystyle {\mathfrak {A}}} pokrywa się z będącą jej początkiem przeliczalnie addytywną funkcją zbiorów {\displaystyle \mu _{0}.} Aby zakończyć pierwszą część twierdzenia należy zauważyć, że {\displaystyle \sigma ({\mathfrak {A}})} jest najmniejszą σ-algebrą zawierającą {\displaystyle {\mathfrak {A}},} zaś {\displaystyle {\mathfrak {A}}\subseteq {\mathfrak {M}},} co daje {\displaystyle \sigma ({\mathfrak {A}})\subseteq {\mathfrak {M}}.} Zatem nadużywając notacji poprzez dalsze oznaczanie za pomocą {\displaystyle \mu } miary określonej na {\displaystyle {\mathfrak {M}}} jej zawężenia do {\displaystyle \sigma ({\mathfrak {A}}),} można powiedzieć, iż {\displaystyle {\big (}X,\sigma ({\mathfrak {A}}),\mu {\big )}} jest poszukiwaną przestrzenią mierzalną.
Należy wspomnieć, iż w ogólności choć {\displaystyle (X,{\mathfrak {M}},\mu )} jest zupełna (część twierdzenia Carathéodory’ego), to przestrzeń {\displaystyle {\big (}X,\sigma ({\mathfrak {A}}),\mu {\big )}} nie musi taka być: ważnym przykładem jest, gdy {\displaystyle \sigma ({\mathfrak {A}})} jest σ-algebrą borelowską na {\displaystyle \mathbb {R} ^{n},} zaś {\displaystyle \mu } to miara Lebesgue’a.

### Jedyność
Niżej zakłada się, że {\displaystyle \mu _{0}} jest σ-skończona.
Niech {\displaystyle \nu } będzie miarą na {\displaystyle \sigma ({\mathfrak {A}})} będącą rozszerzeniem {\displaystyle \mu _{0},} podczas gdy {\displaystyle \mu } dalej będzie oznaczać miarę, także na {\displaystyle \sigma ({\mathfrak {A}}),} skonstruowaną jak wyżej. Wykazaniu równości tych miar przysłuży się skorzystanie z σ-skończoności, co umożliwi pracę w przestrzeni o mierze skończonej. Niech {\displaystyle \{A_{i}\}\subseteq {\mathfrak {A}}} będzie rodziną zbiorów miary skończonej o sumie równej {\displaystyle X.} Można założyć, że {\displaystyle A_{i}} są parami rozłączne, gdyż można rozważać rodzinę {\displaystyle \{B_{i}\}} daną wzorem {\displaystyle B_{i}:=A_{i}\setminus (A_{i-1}\cup \dots \cup A_{1}).} Miary dają tę samą wartość na zbiorze mierzalnym {\displaystyle A,} jeżeli zgadzają się na wszystkich przekrojach {\displaystyle A\cap A_{i},} co w tym przypadku oznacza, iż
{\displaystyle \mu (A)=\sum _{i=1}^{\infty }\mu (A\cap A_{i})=\sum _{i=1}^{\infty }\nu (A\cap A_{i})=\nu (A).}
Wystarczy więc dowieść, że jeśli {\displaystyle B\in {\mathfrak {A}}} jest miary skończonej i {\displaystyle A\in \sigma ({\mathfrak {A}})} zawiera się w {\displaystyle B,} to {\displaystyle \mu (A)=\nu (A).} Aby porównać wspomniane miary należy rozważyć rodzinę {\displaystyle \{C_{i}\}\subseteq {\mathfrak {A}}} stanowiącą pokrycie {\displaystyle A,} wówczas
{\displaystyle \nu (A)\leqslant \sum _{i=1}^{\infty }\nu (C_{i})=\sum _{i=1}^{\infty }\mu (C_{i}),}
skąd {\displaystyle \nu (A)\leqslant \mu (A),} gdyż nierówność zachodzi dla dowolnego pokrycia {\displaystyle \{C_{i}\}\subseteq {\mathfrak {A}}} zbioru {\displaystyle A,} zaś {\displaystyle \mu (A)} jest kresem dolnym wyrazów po prawej stronie. Ponadto {\displaystyle \nu (B\setminus A)\leqslant \mu (B\setminus A).} Ponieważ {\displaystyle B} należy do {\displaystyle {\mathfrak {A}},} a jego rozbiciem jest {\displaystyle (B\setminus A)\cup A,} to
{\displaystyle \mu (B)=\nu (B)=\nu (B\setminus A)+\nu (A)\leqslant \nu (B\setminus A)+\mu (A)\leqslant \mu (B),}
a stąd
{\displaystyle \nu (B\setminus A)+\nu (A)=\nu (B\setminus A)+\mu (A)\Rightarrow \nu (A)=\mu (A).}
Konieczność założenia σ-skończoności
Jeżeli {\displaystyle \mu _{0}} nie jest σ-skończona, to rozszerzenie nie musi być wyznaczone jednoznacznie, nawet jeśli jest ono σ-skończone.
Niech {\displaystyle X} oznacza {\displaystyle \mathbb {Q} \cap [0,1),} zaś {\displaystyle {\mathfrak {A}}} oznacza algebrę wszystkich skończonych sum wymiernych przedziałów domknięto-otwartych zawartych w {\displaystyle X.} Można dowieść, że {\displaystyle {\mathfrak {A}}} jest algebrą, a każdy niepusty zbiór w {\displaystyle {\mathfrak {A}}} jest nieskończony.
Niech {\displaystyle \mu _{0}} będzie funkcją liczącą {\displaystyle \#} zbiorów określoną na {\displaystyle {\mathfrak {A}}.} Funkcja {\displaystyle \mu _{0}} jest skończenie addytywna i σ-addytywna na {\displaystyle {\mathfrak {A}}.} Ponieważ każdy niepusty zbiór należący do {\displaystyle {\mathfrak {A}}} jest nieskończony, jego miara {\displaystyle \mu _{0}(A)=+\infty .}
Niech {\displaystyle \sigma ({\mathfrak {A}})} będzie σ-algebrą generowaną przez {\displaystyle {\mathfrak {A}}.} Można sprawdzić, że {\displaystyle \sigma ({\mathfrak {A}})} jest zbiorem wszystkich podzbiorów {\displaystyle X} i obie funkcje {\displaystyle \#} oraz {\displaystyle 2\#} są σ-skończonymi miarami określonymi na tej σ-algebrze będącymi rozszerzeniami {\displaystyle \mu _{0}.}